# Montes Dângrêk

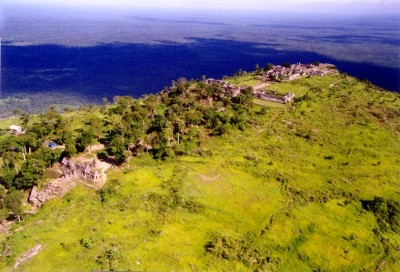
O Templo de Preah Vihear, no Camboja, fica nos Montes Dângrêk.

Os Montes Dângrêk (em língua khmer: ทิวเขาพนมดงรัก Thiu Khao Phanom Dongrak) são uma cadeia montanhosa no sudeste da Tailândia e noroeste do Camboja, com cerca de 320 km de comprimento, desde o rio Mekong até às terras altas próximas de San Kamphaeng, já no norte da Tailândia. 
A altitude média é de 500 m, e marcam a fronteira com a região tailandesa de Isan. Os Dângrêk são relativamente baixos, e o ponto mais elevado tem somente 761 m de altitude.